# Nybøl Kirke (Sydslesvig)
Nybøl Kirke er en kirke i landsbyen Nybøl i Angel i Sydslesvig i den nordtyske delstat Slesvig-Holsten. Kirken er viet til Jomfru Maria. Nybøl Kirke er sognekirke i Nybøl Sogn.
Kirken er opført i 1100-tallet af mursten i romansk stil og anses som den ældste murstenkirke i Angel. I nord- og østmuren er der bevaret flere romanske rundbuevinduer. Det sengotiske våbenhus kom til i 1400-tallet. Omkring 1500 blev det flade bjælkeloft i kirkens indre skiftet ud med gotiske hvælvinger. Samme år fik kirken også en vindeltrappe. Den senbarokke prædikestol med relieffer af apostlene er fra 1786. Altertavlen med den opstandne Kristus er fra 1874. Korbuekrucifikset og lysekronen er fra 1900-tallet. Kirkens orgel er placeret på pulpituret i kirkens vestende. Det blev udført af Marcussen & Søn fra Aabenraa i 1873. Ved nordmuren opsættes en mindetavle over de tyske faldne i Treårskrigen 1848-51. Ved udgangen findes en fattigbøsse (kirkeblok) til indsamling af almisser.
På kirkegården er der en klokkestabel med sadeltag. Den skal efter sagnet være opført af en jomfru, der boede her nær Gudholm og hvis ligsten endnu findes på kirkegården. Menigheden hører under den lutherske nordtyske kirke.